# Garzeno
Garzeno es una comune italiana de la provincia de Como, región de Lombardía. Tiene una población estimada, a fines de octubre de 2021, de 670 habitantes.

## Evolución demográfica
| Gráfica de evolución demográfica de Garzeno entre 1861 y 2021 |
|                                                               |
| Fuente ISTAT - elaboración gráfica de Wikipedia               |